# Преспа
Пре́спа (макед. Преспанско Езеро, греч. Μεγάλη Πρέσπα, алб. Liqeni i Prespës) — озеро в Восточной Европе. Площадь поверхности — 273 км². Преспа располагается на территории Северной Македонии, Греции (41,3 км²) и Албании (34,9 км²). Связано протокой с озером Микра-Преспа. Является наиболее высокогорным тектоническим озером на Балканском полуострове (853 м).
Самый большой остров Голем-Град («большой город») на озере расположен на северомакедонской стороне Преспы. Менне крупный остров Мал-Град расположен в Албании, на котором остались руины мужского монастыря XIV века, названного в честь Св. Петра. Сегодня оба острова не имеют постоянного населения.
Озеро Преспа расположено на 150 м выше, чем Охридское озеро, расположенное в 10 км к западу, вода из Преспы уходит через карстовые туннели и выходит в виде источников, которые питают ручьи, впадающие в Охридское озеро.
На протяжении многих лет греческая часть района озёр Преспа являлась слабозаселённой приграничной зоной, для проезда в которую требовалось специальное разрешение. Во время гражданской войны в Греции здесь происходили ожесточённые сражения и большая часть населения впоследствии уехала. До 1970-х годов район мало осваивался, позднее Греция стала привлекать в район туристов. Из-за изобилия редкой флоры и фауны в 2000 году район был объявлен транснациональным парком.

## Галерея

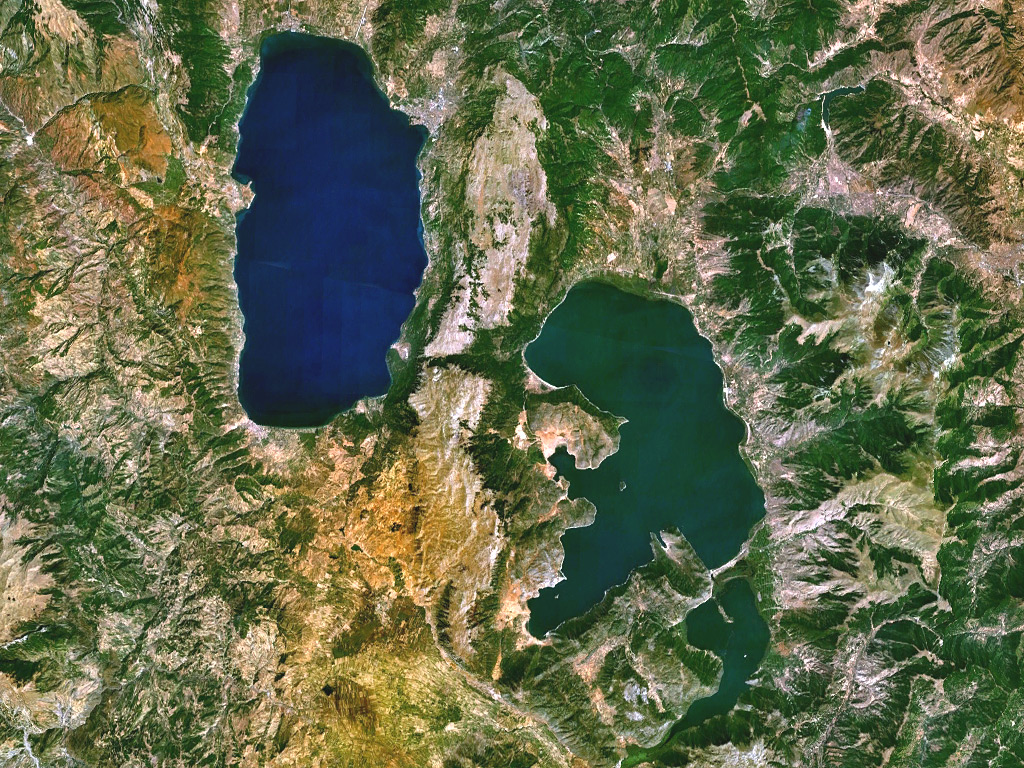
Снимок со спутника: Охридское озеро (слева) и Преспа (в центре)
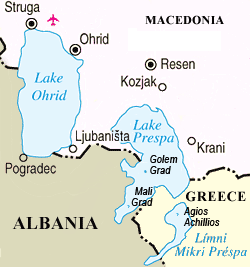
Озеро на карте